# Lars Jacobsson (redaktör)
Lars Håkan Jacobsson, född 13 juni 1940 i Stockholm, är en svensk redaktör. 
Jacobsson, som är son till redaktör Sven Jacobsson och Karin Fernberg, var arbetsmarknadsreporter på Stockholms-Tidningen 1964–1966 och chef för arbetsmarknadsredaktionen vid Ekoredaktionen på Sveriges Radio 1966–1972. Han var verksam i Aktuellt på TV 1 från 1972 som arbetsmarknadsreporter, programledare, politisk reporter, redaktionssekreterare, biträdande chef 1982–1984 och chef 1984–1989. Han var därefter konsult på Sinova AB.